# Tadeusz Smoluchowski
Tadeusz Smoluchowski (ur. 15 maja 1868 w Wiedniu, zm. 10 maja 1936 w Kościanie) – polski alpinista i taternik, działacz sportowy i narciarski, z wykształcenia chemik. Brat Mariana Smoluchowskiego, ojciec Wilhelma Smoluchowskiego, dziadek prof. Wojciecha Jaroszewskiego (syna jego córki Marii Eryki).

## Życiorys
Studiował na Uniwersytecie Wiedeńskim oraz na Politechnice w Zurychu, uzyskując tytuł doktora chemii. Po zakończeniu studiów, aż do wybuchu I wojny światowej pracował w przemyśle naftowym na terenie Galicji (Peczeniżyn, Borysław, Lwów) u polskiego „króla nafty”, Stanisława Szczepanowskiego.
Od 1887 roku uprawiał wspinaczkę w Alpach. W latach 1891–1893 wraz z bratem Marianem należeli do czołowych alpinistów tamtego czasu, notując 16 nowych wejść na szczyty i turnie oraz 24 nowe drogi – m.in. Sas da Lec (2936 m), Lauriswand (2811 m), Zehner (2911 m), wszystkie bez przewodników. Należał do nielicznych polskich wspinaczy, którzy na koncie mają pierwsze wejścia na szczyty w Alpach. Pisywał do niemieckich i austriackich czasopism. W latach 1885–1921 wspinał się w Tatrach, uczestnicząc m.in. w pierwszym wejściu na Sławkowski Szczyt przez Warzęchowy Przechód. W 1935 roku, w wieku 67 lat wszedł na Świnicę. Od 1892 roku uprawiał aktywnie narciarstwo, najpierw w Alpach, a następnie w Karpatach Wschodnich i Tatrach, zdobywając na nartach liczne szczyty. W 1906 w Borysławiu założył Wolaniecki Klub Narciarsko-Tenisowy, natomiast w 1907 roku był jednym z założycieli Karpackiego Towarzystwa Narciarzy. W 1911 r. wraz z bratem odbył wyprawę narciarską w nieznane wówczas wśród Polaków Karpaty Marmaroskie.
W 1918 roku przeniósł się do Poznania. W 1921 roku założył w tym mieście oddział Polskiego Towarzystwa Tatrzańskiego, którym kierował aż do śmierci. W latach 1923–1924 był członkiem Zarządu Głównego PTT. W 1933 roku został również pierwszym prezesem okręgowego związku kajakowego w Poznaniu.
Został pochowany na cmentarzu Górczyńskim w Poznaniu.